# جبل دبا
جبل دبا منطقة أثرية تاريخية تقع بالقرب من واحة يبرين شرق المملكة العربية السعودية.

## الوصف
ُ
يقع على بعد 30 كم جنوب واحة يبرين٬ بالقرب من مرتفعات جبل دبا الجيرية٬ وتتكون هذه المواقع من أمكنة معيشة تحوي كميات كبيرة من الأدوات الصوانية والعظام الحيوانية٬ ويغلب على مجموعة الأدوات الحجرية الصوانية استخدام الأنصال الحجرية، وعدد محدود من رؤوس السهام٬ وتتميز هذه الأدوات بجودة صناعتها٬ وتتفاوت من حيث نوعها بين الأنصال الكتفية والبيضاوية والأسطوانية وكذلك النوى النصلية.
تتميز الأدوات الحجرية في المواقع بتشابه ملحوظ مع مجموعة أخرى من المواقع الحجرية التي تم تأريخها إلى نحو (130 - 5020 ق.م) من قبل الباحثين٬ كما يلاحظ أن مجموعات الأدوات الحجرية من مواقع جبل دبا تشابه تلك الأدوات التي تعود إلى الحضارة المبكرة السابقة لظهور الفخار التي تؤرخ إلى نحو الألف السابع قبل الميلاد المنتشرة جنوبًا باتجاه الشام وفلسطين٬ ولعل أفضل الأمثلة تلك التي وجدت في موقع تل الرماد بوادي الأردن وموقع بيضاء في جنوب فلسطين٬ وتشير الأدلة التي عُثر عليها في طبقات الاستيطان بالموقع٬ وعددها 26 طبقة في أريحا (العصر السابق للفخار - ب) إلى أن هذه الحضارة ربما استمرت حتى الألف السادس قبل الميلاد.